# Dirección General del Plan y del Mecanismo de Recuperación y Resiliencia
La Dirección General del Plan y del Mecanismo de Recuperación y Resiliencia (DGPMRR) de España es el órgano directivo del Ministerio de Hacienda que, bajo la responsabilidad del titular de la Secretaría General de Fondos Europeos, desarrolla y ejecuta todas las políticas relativas al Mecanismo de Recuperación y Resiliencia (MRR) aprobado por la Unión Europea (UE) así como las relativas al Plan Nacional que lo desarrolla.
En concreto, ejerce la representación en los comités y grupos de trabajo de coordinación del Mecanismo de Recuperación y Resiliencia y de otros comités u órganos colegiados donde sea competente.

## Historia
La DGPMRR se crea el 31 de diciembre de 2020 al mismo tiempo que la Secretaría General de Fondos Europeos (a la que se adscribe) y con los mismos objetivos. Para desarrollar sus funciones, se la adscriben cuatro subdirecciones generales relativas a la programación, gestión, seguimiento y control del Plan Nacional de Recuperación así como para todo lo relativo a las solicitudes de pago del mecanismo europeo.

## Funciones

Logotipo del PRTR.

La DGPMRR tiene asignadas las siguientes funciones:
1. El soporte técnico a los ministerios, comunidades autónomas, entidades locales y resto de entidades implicadas en el diseño del Plan, así como en las modificaciones del mismo que puedan resultar necesarias.
2. La propuesta de hitos y objetivos, así como la definición de los indicadores correspondientes a los mismos que se establezcan en el plan.
3. El seguimiento de dichos hitos y objetivos del plan.
4. La propuesta de hitos y objetivos, así como la definición de los indicadores correspondientes que habrán de configurar el cuadro integral de mandos («scoreboard») establecidos en la normativa reguladora del MRR.
5. El seguimiento, la elaboración y la remisión de informes correspondientes al cuadro integral de mandos.
6. El desarrollo de las evaluaciones del Plan previstas en el marco del Mecanismo de Recuperación y Resiliencia.
7. La supervisión de los progresos en relación con los hitos y objetivos del Plan.
8. La elaboración de las propuestas de informes previstos en la normativa reguladora del Mecanismo de Recuperación y Resiliencia.
9. La elaboración de las propuestas relativas a las declaraciones de gestión y de las solicitudes de pago de la contribución financiera y, cuando proceda, del tramo de préstamo previsto en la misma. Todo ello, en los términos y condiciones que prevea dicha normativa reguladora del Mecanismo de Recuperación y Resiliencia.
10. El soporte técnico a la preparación de la Conferencia Sectorial del Plan de Recuperación, Transformación y Resiliencia.
11. El seguimiento y acceso a la información de las modificaciones presupuestarias que correspondan en relación con el servicio 50 de los Presupuestos Generales del Estado, y como consecuencia de lo que se establezca en el Plan de Recuperación, Transformación y Resiliencia o en sus modificaciones.
12. Las tareas de comunicación encomendadas al Estado Miembro en relación con las actuaciones del Plan de Recuperación, Transformación y Resiliencia.
13. El soporte técnico para la implantación de sistemas tendentes a garantizar la conformidad con las normas europeas y nacionales de las contribuciones acreditadas para su presentación a la Comisión Europea para la solicitud de los desembolsos comprometidos.
14. El seguimiento a efectos informativos y, en su caso, de comunicación a la Comisión, de cualquiera de las obligaciones que se establezcan en la normativa europea reguladora del Mecanismo de Recuperación y Resiliencia en relación con los gastos asociados a la ejecución del Plan de Recuperación, Transformación y Resiliencia, incluidas las referidas al tratamiento de eventuales gastos afectados por incumplimientos normativos, conflicto de interés, fraude o doble financiación. A estos efectos, estará facultada para recabar la información necesaria de cualquier organismo o entidad responsable de adoptar las medidas pertinentes o de efectuar los controles establecidos.
15. La propuesta de las medidas correctoras precisas para asegurar el adecuado funcionamiento del sistema de gestión y control del Mecanismo de Recuperación y Resiliencia.
16. La propuesta del desarrollo legislativo y de la normativa relacionada con la gestión y control del Mecanismo de Recuperación y Resiliencia.
17. Las tareas de supervisión o verificación que le pueda encomendar la Comisión Europea a la Autoridad responsable.
18. La coordinación con la IGAE a fin de tener conocimiento continuo de los controles realizados por la misma.
19. La propuesta de las directrices que pudieran ser necesarias para la ejecución del plan.
20. Todas las actuaciones necesarias para la finalización y cierre del Mecanismo de Recuperación Resiliencia.
21. Las relaciones con la Secretaría General del Tesoro y Financiación Internacional a efectos del seguimiento de los retornos correspondientes al Plan de Recuperación, Transformación y Resiliencia, así como la contabilización de los mismos.
22. El seguimiento de la ejecución del plan en términos presupuestarios.
23. La propuesta de desarrollo legislativo y la normativa relacionada con la gestión y de las transferencias y préstamos recibidos del Mecanismo de Recuperación y Resiliencia, así como la elaboración de las normas de adecuación de las contribuciones al Plan de Recuperación, Transformación y Resiliencia que sea preciso establecer en su caso.
24. La negociación y/o definición de la posición del Ministerio de Hacienda con la Comisión Europea y otras instituciones del Reglamento del Mecanismo de Recuperación y Resiliencia y, en su caso, de sus modificaciones, sin perjuicio de las competencias Ministerio de Economía, Comercio y Empresa.

## Estructura
La Dirección General está estructurada mediante cuatro órganos directivos, todos ellos con rango de subdirección general:
- La Subdirección General de Programación del Plan Nacional de Recuperación, que ejercerá las funciones contempladas en los puntos 1, 2, 4, 6, 7, x) y las del punto 20 que le correspondan por razón de sus competencias.
- La Subdirección General de Gestión del Plan Nacional de Recuperación, que ejercerá las funciones establecidas en los puntos 1, 3, 5, 8, 10, 11, 12, 13, 24 y las de los puntos 20 y 21 que le correspondan por razón de sus competencias.
- La Subdirección General de Seguimiento y Control del Cumplimiento de Hitos y Objetivos, que ejercerá las funciones establecidas en los puntos, 7, 9, 14, 15, 16, 18, 19 y 20 y las del punto 3 y 24 que le correspondan por razón de sus competencias.
- La Subdirección General de Solicitudes de Pago del Mecanismo de Recuperación y Resiliencia, que ejercerá la tramitación de la declaración de fiabilidad y de la solicitud de pagos señaladas en el punto 7 ante la Comisión Europea, las funciones señaladas en los puntos 22, 23 y las del punto 20 y 21 que le correspondan por razón de sus competencias.

## Titulares
- Rocío Frutos Ibor (2021-2022)[3]
- Jorge Fabra Portela (2022-2024)[4]
- José Ángel Alonso Jimenez (2024-presente)[5]